# Thésée (Lully)
Thésée (Originalschreibweise: Thesée) ist eine Tragédie lyrique (Oper) in einem Prolog und fünf Akten von Jean-Baptiste Lully (Musik) mit einem Libretto von Philippe Quinault nach den Metamorphosen des Ovid. Die Uraufführung fand am 11. Januar 1675 am französischen Königshof im Schloss Saint-Germain-en-Laye statt.

## Handlung

### Kurzfassung
Prolog. In Versailles müssen wegen des Holländischen Kriegs alle Feste ausfallen. Daher ziehen sich die Vergnügungen und Spiele in die Wälder zurück. Die Göttin Venus holt sie zurück und verspricht, dass Mars persönlich für Sicherheit sorgen werden. Mars vertreibt die Kriegsgöttin Bellone, ruft Ludwig XIV. zum „neuen Mars“ aus und eröffnet ein großes Fest.
Erster Akt. König Ægée von Athen befindet sich im Kampf mit Aufständischen. Sein Mündel Æglé und ihre Vertraute Cleone warten ängstlich auf den Ausgang der Schlacht. Æglé liebt den Helden Thesée, der sich durch besonderen Mut ausgezeichnet hat. Auf ihren Wunsch hin bittet Cleone ihren Geliebten Arcas, diesen zu beobachten. Die beiden Frauen beten zusammen mit der Hohepriesterin Minerves um einen glücklichen Ausgang, der sich kurz darauf einstellt. Nach seinem Sieg bietet der König Æglé die Ehe an. Für sie will er seine Verlobung mit der Zauberin Medée lösen, die stattdessen seinen heimlich in Athen aufgewachsenen Sohn heiraten soll. Der Akt endet mit einer Dank- und Opferzeremonie der Priesterinnen.
Zweiter Akt. Medée, die aus Eifersucht und Zorn bereits ihre eigenen Kinder getötet hat, klagt ihrer Vertrauten Dorine gegenüber, wie sehr sie unter Liebesenttäuschungen leidet. Dorine rät ihr, sich zur Ablenkung um Thesée zu bemühen. Medée nimmt daher die Auflösung ihrer Verlobung mit dem König gelassen hin. Dorine hingegen ist enttäuscht über das Verhalten ihres Geliebten Arcas, der seine neue Beziehung mit Cleone nicht zugibt und sie stattdessen mit Ausreden hinhält. Das athenische Volk will Thesée zum Thronfolger ausrufen. Dieser offenbart Medée seine Liebe zu Æglé. Medée verspricht ihm zum Schein ihre Unterstützung, leidet aber heftig unter Eifersucht.
Dritter Akt. Während Æglé und Cleone auf Thesée warten, informiert Arcas die beiden über die Hochzeitspläne des Königs. Æglé erzählt Medée von ihrer Liebe zu Thesée. Diese meldet ihr eigenes Interesse an dem Helden an und fordert Æglé auf, stattdessen den König zu heiraten. Um ihre Macht zu beweisen, verwandelt sie die Szene in eine Wüste voller Ungeheuer. Der kampfbereite Arcas wird von einem fliegenden Phantom entwaffnet. Medée lässt ihn und Cleone frei, da ihre Wut ausschließlich Æglé gilt. Bewohner der Hölle bereiten Æglé zusätzliche Qualen.
Vierter Akt. Medée lässt den schlafenden Thesée vor Æglés Augen von fliegenden Dämonen hereintragen und von Furien bedrohen. Um ihn zu retten, verspricht Æglé, auf ihn zu verzichten und den König zu ehelichen. Medée verwandelt die Szene nun in eine Zauberinsel, weckt Thesée und versucht, ihn zu bezirzen. Seine Gefühle gelten jedoch ungebrochen nur Æglé, der er seine bislang geheim gehaltene Identität als Sohn Ægées offenbart. Da er lieber sterben will, als Æglé einer unliebsamen Ehe mit seinem Vater auszusetzen, wechselt Medée ihre Taktik. Sie akzeptiert zum Schein seine Verbindung mit Æglé. Schäfer und Inselbewohner feiern das Paar.
Fünfter Akt. Medées heimtückischer Plan sieht vor, Thesée durch seinen eigenen Vater ermorden zu lassen. Dieser hat in seinem Rivalen noch nicht seinen Sohn erkannt und lässt sich daher überreden, ihn bei den Feierlichkeiten zu töten. Als er ihm den von Medée vergifteten Kelch reicht, zieht Thesée sein Schwert, um seine Treue zu schwören. Ægée identifiziert ihn daran als seinen Sohn und verzichtet ihm zuliebe auf seine eigenen Pläne. Thesée darf Æglé heiraten. Da ihr Plan somit gescheitert ist, lässt Medée den Palast in Flammen aufgehen und verwandelt die Speisen in Monster. Die in der Not angerufene Göttin Minerve lässt einen neuen prächtigen Palast erscheinen und verspricht allen ein gutes Ende.

### Prolog
Die Gärten und die Fassade des Schlosses von Versailles
Amoretten, Grazien, Vergnügungen und Spiele stellen fest, dass es derzeit keine Feste in Versailles gibt, da der König (Ludwig XIV.) Krieg führt (Holländischer Krieg von 1672–1678). Sie ziehen sich daher notgedrungen in die nahegelegenen Wälder zurück. Die Göttin Venus fordert sie auf, zurückzukehren, da der Kriegsgott Mars persönlich gekommen sei und für Sicherheit sorge (Venus: „Revenez, Amours, revenez“). Mars und Bellone fahren unter Trompetenklängen in einem Wagen ein. Allmählich lösen ländliche Instrumente die Trompeten ab. Mars vertreibt Bellone und ruft Cerés und Bacchus herbei, damit die Spiele wieder beginnen können. Er und Venus preisen den Ruhm des „neuen Mars“ (Ludwig XIV.), der Frankreich triumphieren lasse. Bacchus und Cerés erscheinen mit Schnittern, Waldgöttern und Bacchanten und bringen die Amoretten, Grazien, Vergnügungen und Spiele zurück. Alle feiern mit Tanz und Gesang, bevor sie sich für das anschließende große Divertissement zurückziehen.

### Erster Akt
Der Tempel Minerves in Athen
Szene 1. Die Truppen des athenischen Königs Ægée befinden sich im Kampf gegen Aufständische. Hinter der Bühne sind Kriegslärm und Rufe von Soldaten zu hören, die auch die folgenden Szenen prägen.
Szene 2. Æglé, eine unter der Vormundschaft Ægées aufgewachsene Prinzessin, fleht Minerve um Schutz an.
Szene 3. Ihre Vertraute Cleone, die von dem tapferen Kämpfer Thesée in den Tempel gebracht wurde, weiß noch nichts über den Ausgang des Kampfes. Æglé liebt Thesée, und beide Frauen preisen seinen Ruhm.
Szene 4. Arcas, Cleones Geliebter und Vertrauter des Königs, berichtet über den Fortgang der Schlacht, deren Ende noch offen ist. Thesée zeichne sich durch besonderen Mut aus. Æglé bittet Cleone, Arcas dazu zu bringen, mehr über Thesées Schicksal herauszufinden.
Szene 5. Cleone verlangt einen Liebesbeweis von Arcas: Er soll in die Schlacht zurückkehren und dort Thesées Schritten bis zum Sieg oder zum Tod folgen. Arcas gehorcht nur widerstrebend, da er Cleone nicht ohne Schutz zurücklassen will.
Szene 6. Die Hohepriesterin Minerves betet mit Æglé und Cleone zur Göttin um ein Ende der Gewalt. Die Schreie der sterbenden Krieger hinter der Bühne werden durch Siegesrufe der Athener abgelöst.
Szene 7. König Ægée verkündet den Sieg über die Rebellen.
Szene 8. Der König bittet Æglé trotz des Altersunterschieds um ihre Hand (Ægée: „Faites grace à mon âge en faveur de ma gloire“). Er hat zwar bereits Medée die Ehe versprochen, fürchtet aber deren Zauberkräfte. Daher will er sie stattdessen mit seinem unter Geheimhaltung in Troja aufgewachsenen Sohn vermählen.
Szene 9. Die Hohepriesterin eröffnet eine große Dankeszeremonie für die Göttin (Chor der Priesterinnen: „Favorable Minerve!“).
Szene 10. Beutestücke werden zum Opfer hereingetragen. Die Priesterinnen und ihre Helfer spielen eine Schlacht im Stil der Alten nach und bitten Minerve, den Krieg von ihrer Heimat abzuwenden und in andere Länder zu tragen.

### Zweiter Akt
Der Palast Ægées, des Königs von Athen
Szene 1. Medée vertraut ihrer Freundin Dorine an, wie sehr sie unter den fortgesetzten Rückschlägen ihrer Liebesbeziehungen leidet (Medée: „Doux repos“). Sie habe aus verletzter Liebe heraus bereits ihren Bruder und ihre beiden Söhne getötet. Dorine rät ihr, den undankbaren Jason zu vergessen und sich stattdessen Thesée zuzuwenden. Medée ist nicht abgeneigt. Sie glaubt aber, dass ihre Zauberkräfte nicht ausreichen, seine Liebe zu gewinnen.
Szene 2. Der König informiert Medée über seine Pläne, sie mit seinem Sohn zu vermählen. Sie hat Verständnis für seine Liebe zu Æglé, will aber nicht seinen Sohn heiraten (Duett Ægée/Medée: „Quand on suit un amour nouvelle“). Einzig Thesée sei ihrer würdig.
Szene 3. Arcas warnt den König, dass Thesée beim Volk inzwischen so beliebt sei, dass es ihn als Thronfolger wünsche. Ægée habe schließlich keinen Erben.
Szene 4. Dorine erinnert Arcas an seine einstigen Liebesschwüre ihr gegenüber. Er versucht, sich mit seinen Aufgaben im Krieg herauszureden. Dorine hat seine Gefühle für Cleone jedoch bereits bemerkt. Arcas zieht sich beschämt mit einer Ausrede zurück.
Szene 5. Dorine ist enttäuscht von Arcas’ Verhalten.
Szene 6. Die Rufe des Volks nach dem Helden Thesée erinnern Dorine an eine hitzige Liebesglut, die oft schnell vergeht.
Szene 7. Die Athener feiern Thesées Sieg und wollen ihn zu Ægées Nachfolger ausrufen. Zwei Greise besingen die Freuden des Friedens („Pour le peu de bon temps qui nous reste“). Thesée bittet alle bescheiden darum, sich wieder normalen Tätigkeiten zuzuwenden.
Szene 8. Als Thesée die Gemächer des Königs betreten will, kommt ihm Medée entgegen. Sie warnt ihn vor Ægée, der seinen Aufstieg vielleicht nicht akzeptiere. Thesée versichert ihr, dass er kein Interesse an diesem Königshof habe. Er denke jetzt nur noch an Æglé. Medée entgegnet, dass der König selbst an Æglé interessiert sei. Sie selbst wolle mit den beiden sprechen, um alles zu seinen Gunsten zu wenden.
Szene 9. Medée wird von heftigen Gefühlen des Zorns und der Eifersucht überwältigt (Medée: „Dépit mortel, Transport jaloux“).

### Dritter Akt
Szene 1. Æglé und Cleone warten sehnlichst auf die Ankunft Thesées. Æglé hofft, endlich seine Liebe zu gewinnen.
Szene 2. Arcas teilt Æglé mit, dass der König beschlossen habe, sie zu heiraten. Æglé kann ihre Betroffenheit darüber nicht verbergen, und Cleone bittet Arcas, den König umzustimmen. 
Szene 3. Medée trifft mit ihrer Vertrauten Dorine ein und droht Æglé mit ihrem Zorn, sollte sie ihre Wünsche missachten. Diese glaubt, es gehe um Ægée, und versichert Medée, dass sie kein Interesse an einer Ehe mit ihm habe, da sie Thesée liebe. Sie hoffe, Medée werde den König bald ehelichen. Medée gibt daraufhin ihr eigenes Interesse an Thesée zu erkennen und fordert Æglé auf, dem Wunsch des Königs nachzugeben. Ansonsten werde sie ihre Macht zu spüren bekommen. Um diese zu beweisen, verwandelt sie die Gegend in eine Wüste.
Eine Einöde voller schrecklicher Ungeheuer
Szene 4. Æglé, Cleone und Arcas sind erschrocken über diese Verwandlung.
Szene 5. Arcas ist bereit, den Kampf gegen die Ungeheuer aufzunehmen. Ein fliegendes Phantom entreißt ihm jedoch sein Schwert. Cleone und Arcas bitten nun Dorine um Hilfe und versprechen dafür sogar, ihre Beziehung zu beenden. Dorine jedoch antwortet höhnisch, dass sie den wankelmütigen Arcas nicht mehr wolle.
Szene 6. Medée lässt Cleone und Arcas frei, da ihr Zorn ausschließlich Æglé gilt.
Szene 7. Medée beschwört die Bewohner der Hölle herbei, um Æglé Angst und Schmerzen zu bereiten (Medée: „Sortez, Ombres, sortez“).
Szene 8. Æglé versucht vergeblich, vor den Dämonen zu fliehen. Sie hofft nur noch auf einen schnellen Tod.

### Vierter Akt
Szene 1. Æglé fleht Medée an, ihr Leiden durch den Tod zu beenden. Sie will lieber sterben, als ihre Liebe zu Thesée aufzugeben. Medée reicht dies nicht.
Szene 2. Um den Druck auf ihre Rivalin zu erhöhen, lässt Medée den schlafenden Thesée von fliegenden Dämonen herbeibringen und beschwört Furien, die ihn qualvoll töten sollen.
Szene 3. Um ihren Geliebten zu retten, verspricht Æglé, auf ihn zu verzichten und den König zu heiraten. Medée verlangt zusätzlich, dass sie sich Thesée gegenüber als treulos darstellt. Da Æglé auch dies gelobt, lässt Medée die Furien in die Hölle zurückkehren und verwandelt die Bühne erneut.
Eine verzauberte Insel
Szene 4. Medée weckt Thesée mit ihrem Zauberstab auf, kleidet ihn in ein prächtiges Gewand und verspricht ihm nichts als Vergnügen. Als er Æglé erblickt, glaubt er, sie habe ihn verraten. Dennoch versichert er ihr, dass sie ihm immer lieb und teuer bleiben werde. Æglé antwortet nicht.
Szene 5. Als Thesée Æglé weiterhin seine ungebrochene Liebe schwört und gar mit Selbstmord droht, kann sie sich nicht länger zurückhalten. Sie erzählt ihm, dass sie der Hochzeit mit dem König nur zugestimmt habe, um sein Leben zu retten. Thesée offenbart ihr daraufhin sein Geheimnis: Er selbst ist Ægées Sohn. Er habe seine Identität bisher geheim gehalten, weil er seinen Ruhm und ihre Liebe durch eigene Verdienste gewinnen wollte. Er fordert sie auf, ihn lieber sterben zu lassen, als eine unerwünschte Ehe einzugehen.
Szene 6. Medée, die das Gespräch aus einer Wolke heraus belauscht hat, tritt hervor. In einem letzten Versuch, Thesées Gunst zu gewinnen, akzeptiert sie scheinbar seine Verbindung mit Æglé und gibt ihm sein Schwert zurück.
Szene 7. Schäfer und Bewohner der Zauberinsel feiern Thesées und Æglés Liebe.

### Fünfter Akt
Ein von Medée beschworener Palast, in dem ein prächtiges Fest vorbereitet wird
Szene 1. Für Medée ist das Fest nur die Tarnung ihres Racheplans (Medée: „Ah! faut-il me vanger“).
Szene 2. Sie teilt Dorine mit, dass Ægée selbst ihre Rache gegen seinen unerkannten Sohn ausführen soll.
Szene 3. Medée informiert den König darüber, dass der Kelch, den er Thesée reichen wird, vergiftet ist. Er müsse ihn töten, um seinen Rivalen zu vernichten. Außerdem verhindere dessen Beliebtheit beim Volk die Thronfolge seines Sohnes. Ægée stimmt ihr zu.
Szene 4. Zur Eröffnung der Feierlichkeiten grüßen Medée und Ægée das Paar, und der König reicht Thesée zum Zeichen seiner Anerkennung als Kronprinz den Kelch. Bevor er trinkt, zieht Thesée sein Schwert, um Ægée seine Treue zu schwören. Dieser erkennt es erstaunt als dasjenige, das er einst bei seinem Sohn zurückgelassen hatte, um ihn später zu identifizieren. Medée sieht ihren Plan vereitelt und flieht.
Szene 5. Als der König die Verfolgung der hinterlistigen Medée befiehlt, bittet Thesée für sie um Gnade. Ihr Glück sei genug Strafe für sie. Ægée verzichtet seinem Sohn zuliebe auf Æglé und befiehlt, die Hochzeit auszurichten.
Szene 6. Medée erscheint in einem von Drachen gezogenen Wagen und lässt den Palast in Flammen aufgehen. Die Festspeisen verwandeln sich in abscheuliche Kreaturen.
Szene 7. Alle rufen die Götter um Hilfe an.
Minerves prächtiger Palast
Szene 8. Die Göttin Minerve lässt einen Palast erstehen, den die Hölle nicht vernichten kann, und verspricht allen ein glückliches Leben.
Szene 9. Alle feiern.

## Werkgeschichte
Jean-Baptiste Lullys Thésée entstand ein Jahr nach seiner Oper Alceste. Das Libretto beider Werke stammt von Philippe Quinault. Erneut handelte es sich um ein Werk der noch recht neuen Gattung Tragédie en musique. Das Vorgängerwerk war damals für die Idee, einen typischen Stoff des Sprechtheaters auf die Opernbühne zu bringen, heftig kritisiert worden. Das hatte offenbar keine Folgen, denn dieses Mal orientierten sich die Autoren sogar noch stärker am Sprechtheater als bei der Alceste. Das Sujet ist den Metamorphosen des Ovid entnommen. Das Libretto bezieht sich vielfach auf die politische Situation des damaligen Frankreich unter König Ludwig XIV. und den Holländischen Krieg. Aufgrund des Siegs der französischen Truppen in der Schlacht bei Türkheim am 5. Januar 1675, nur wenige Tage vor der Uraufführung, musste Quinault den Anfang des Prologs kurzfristig umschreiben.
Obwohl Thésée wie auch Alceste für das Palais Royal entstand, fand die Uraufführung am 11. Januar 1675 am französischen Königshof im Schloss Saint-Germain-en-Laye statt. Die Premiere in Paris war erst am 12. Mai desselben Jahres. Laut Angabe im Libretto von 1675 sangen M. Langeais (Plaisir 1), M. Miracle (Plaisir 2), [François] Beaumaviele (le Jeux), M. de la Grille (Bacchus), Mlle Beaucreux (Venus), Mlle de la Borde (Cerés), Le sieur Goudonnesche/Godonesche (Mars), Le sieur Dauphin (Bellone), Marie Aubry (Æglé), [Marie-Madeleine] Brigogne (Cleone), M. Morel (Arcas), Mlle Verdier (Hohepriesterin Minerves), M. Gaye (Ægée), Mlle Saint-Christophe (Medée), Mlle Beaucreux (Dorine), [Pierre] Taulet/Tholet (Greis 1), M. Miracle (Greis 2), [Bernard] Clédière (Thesée) und Mlle Des-Fronteaux (Minerve).

Kostümskizzen von Jean Bérain
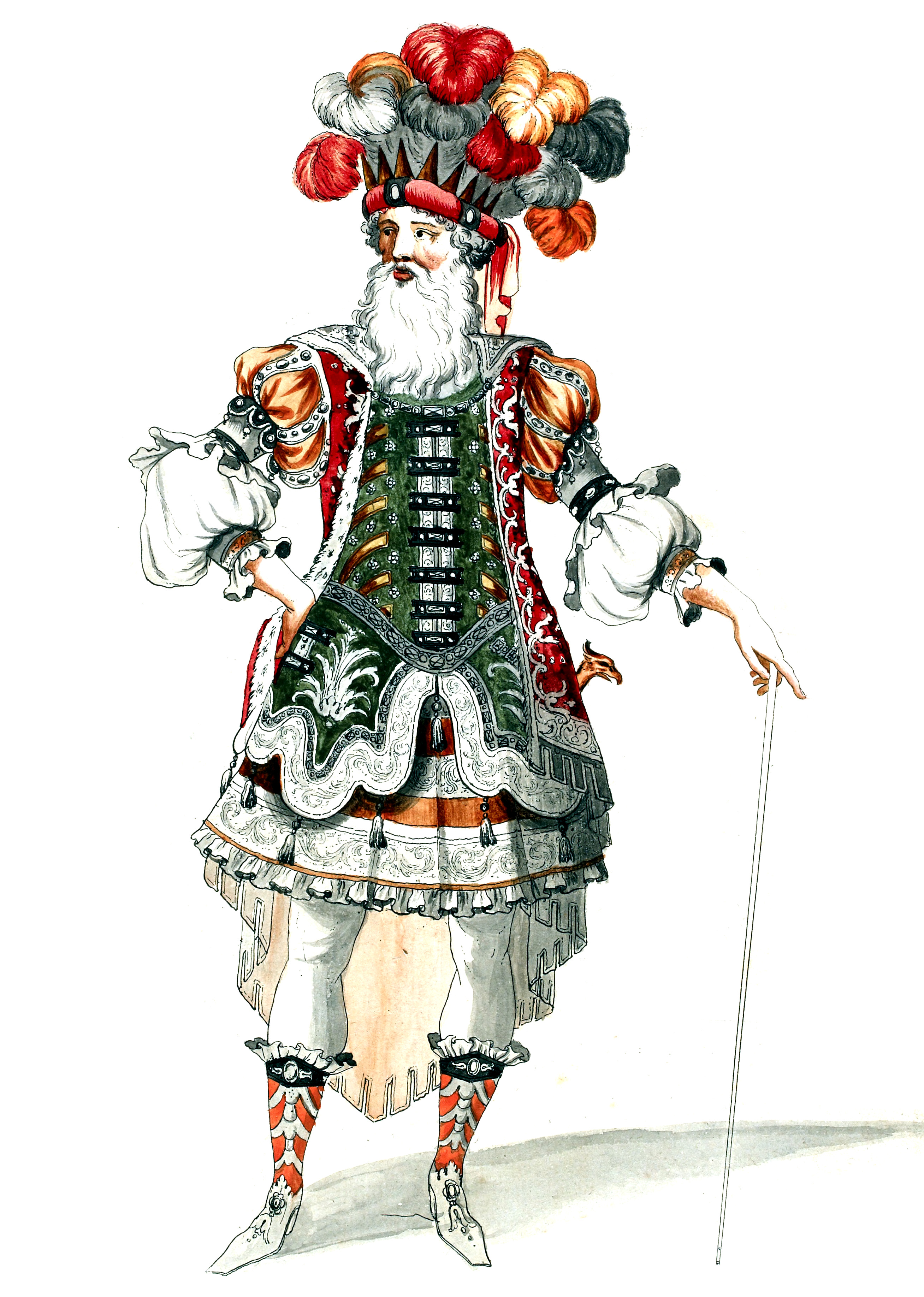
Ægée
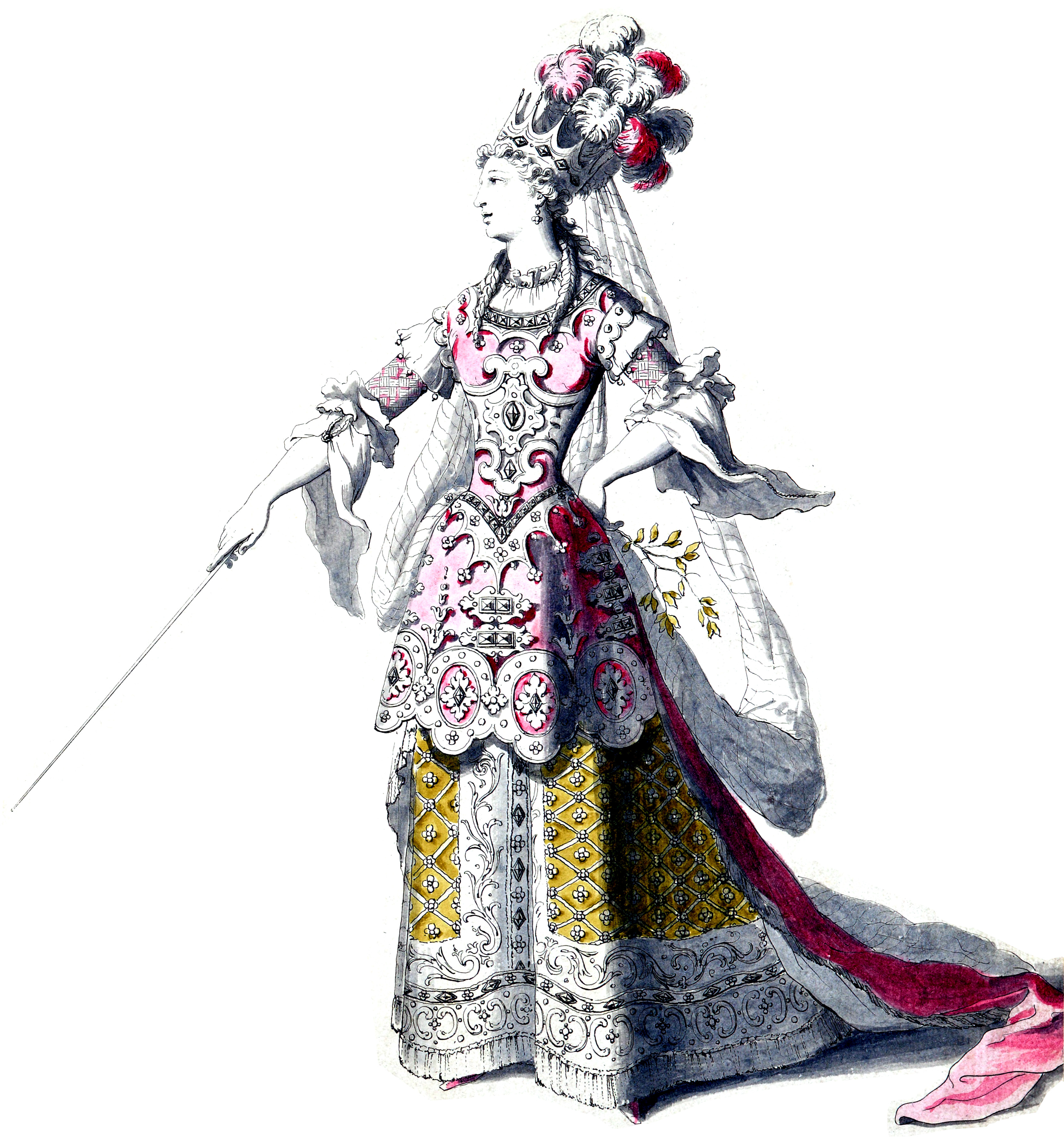
Medée
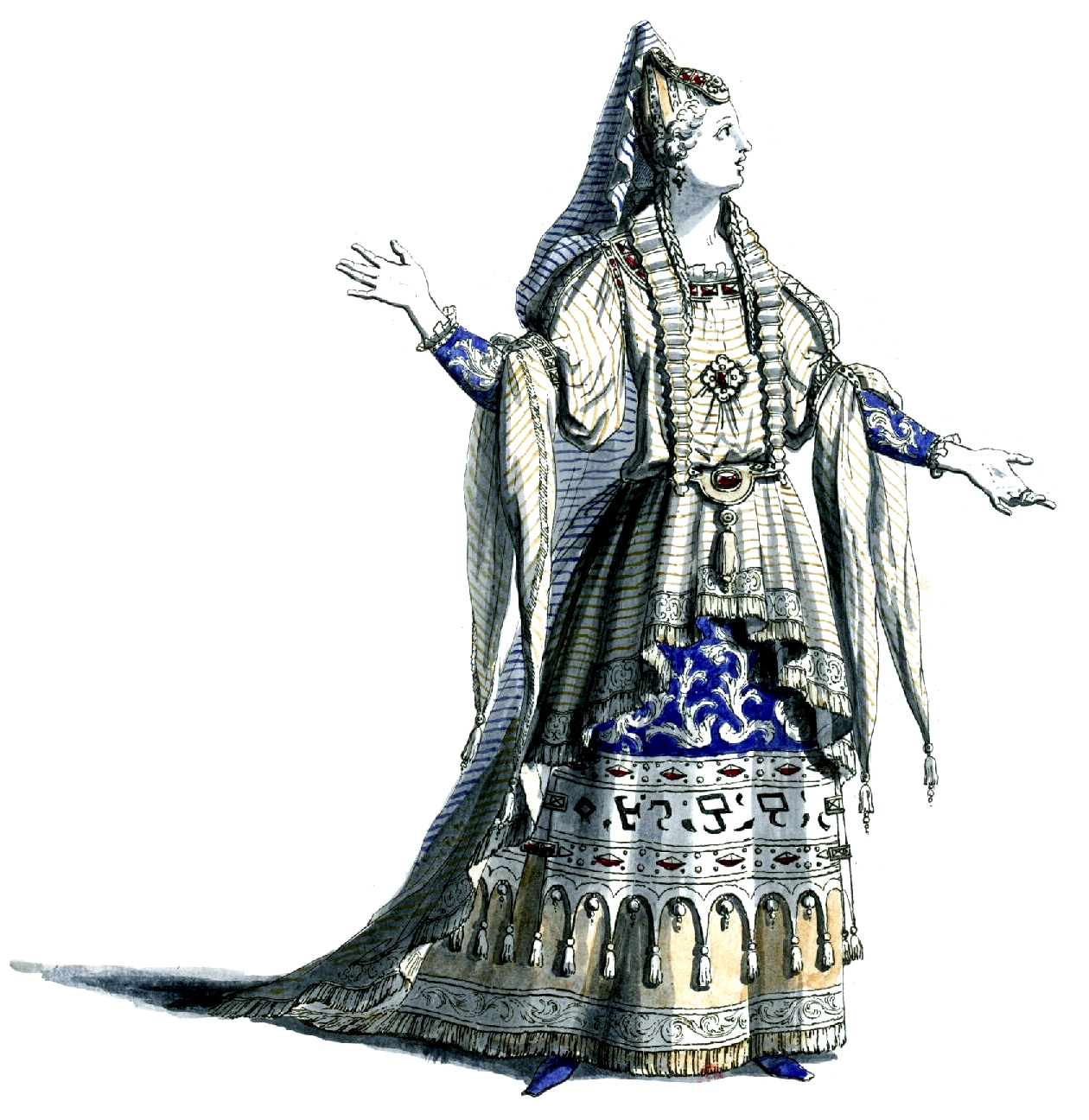
Hohepriesterin Minerves
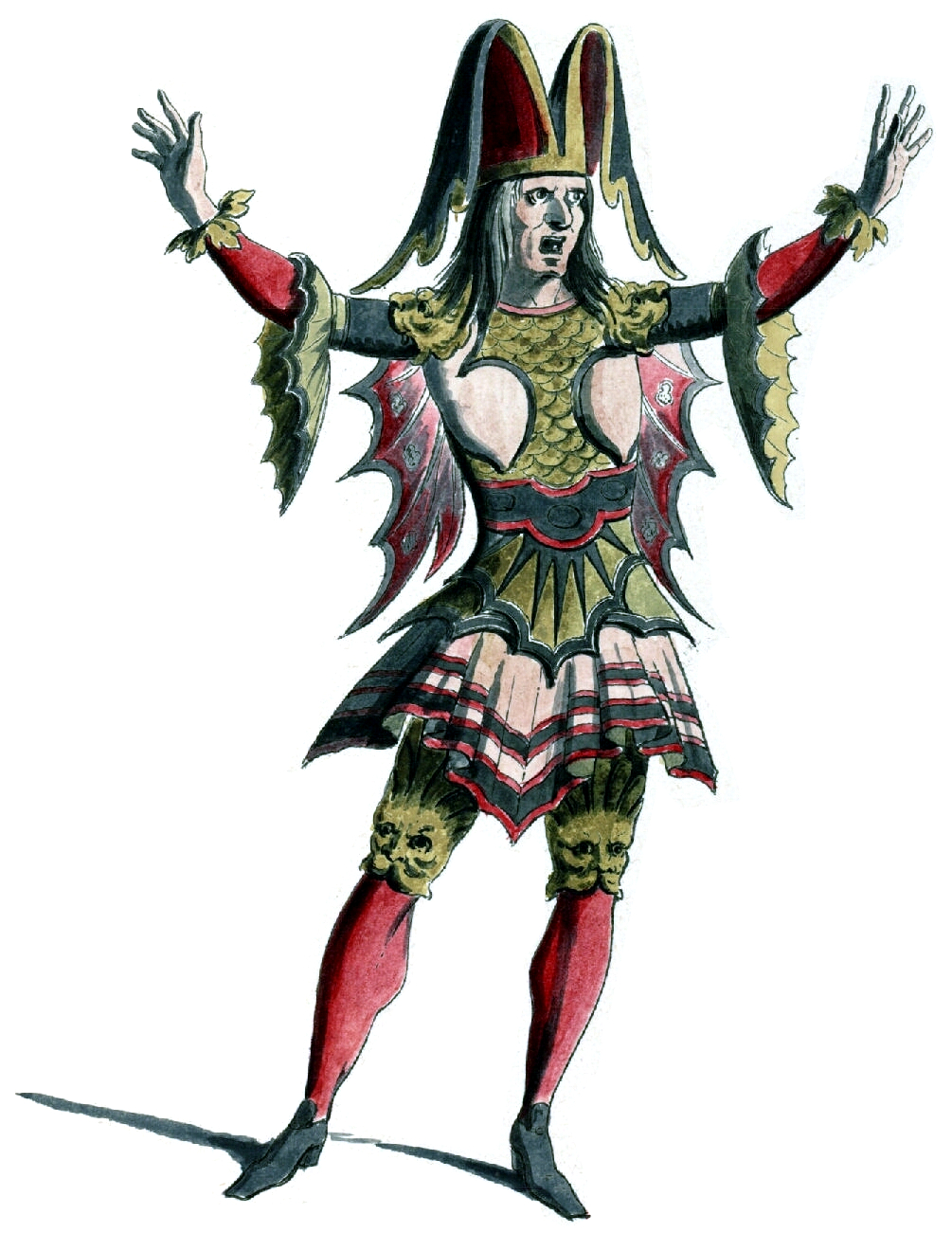
Furie (vierter Akt)

Thésée gehört zu den erfolgreichsten Opern Lullys. Sie liegt mit 42 Librettodrucken an erster Stelle aller Lully-Opern,:36 hielt sich mehr als ein Jahrhundert im Repertoire und erlebte bis 1779 zwanzig Wiederaufnahmen – mehr als jede andere Oper Lullys: 1677, 1678, 1679, 1688, 1698, 1707/1708, 1720, 1721, 1722, 1729, 1730, 1731, 1744, 1745, 1754/1755, 1765, 1767, 1770, 1771 und 1779.:351–356 Bei den „Concerts de la Reine“ wurde sie 1729, 1731–1733, 1736, 1738–1742 und 1746 gespielt.:67 Produktionen außerhalb von Paris gab es in Brüssel (1682, 1697, 1713), in Ansbach (vor 1686), Wolfenbüttel (1687), Lyon (1691, 1692, 1741, 1745? und 1749), Gent (1698), Den Haag (1701–1703), Lunéville (1718), Lille (1718) und Dijon (1730?).:356f
Der Prolog wurde 1744 gekürzt und fiel 1741 in Lyon sowie 1754 in Paris ganz fort.:83f Kleinere Änderungen im ersten Akt gab es 1729. Erst ab 1744 wurden größere Schnitte in der eigentlichen Oper vorgenommen, wovon besonders die Opferszene (I:9) betroffen war (erstmals bereits 1740 in Dijon). 1754 wurden an dieser Stelle eine Arie mit Chor, eine Arie mit Soloflöte („Répondez à nos vœux“) und einige neue Tänze ergänzt. Es folgten eine Reihe weitere Streichungen, Bearbeitungen und Ergänzungen.:100 1779 wurde eine vollständig neu gestaltete Fassung gespielt.:83f
Wie alle erfolgreichen französischen Opern dieser Zeit wurde auch Thésée parodiert. Das Théâtre-Italien und die Pariser Jahrmarktbühnen zeigten insgesamt vier Parodie-Fassungen. Zwei von ihnen, Arlequin Thésée von Adrien-Joseph Le Valois d’Orville (Comédie-Italienne, 30. Januar 1745) und Thésée von Charles-Simon Favart, Pierre Laujon und Parvi (Opéra-Comique, 17. Februar 1745), entstanden nach der Wiederaufnahme von 1744. Außerdem wurden dreißig Einzelnummern in Form von Chansons oder geistlichen Liedern parodiert und in dieser Form weit verbreitet.
1765 vertonte Jean-Joseph Cassanéa de Mondonville das Libretto neu. Seine Fassung wurde am 7. November 1765 in Fontainebleau uraufgeführt und ab dem 13. Januar 1767 in Paris gespielt. Sie hatte dort allerdings keinen Erfolg und wurde auf Druck des Publikums nach nur vier Aufführungen durch eine Wiederaufnahme von Lullys Oper ersetzt. Eine dreiaktige Neuvertonung von François-Joseph Gossec mit einer Textfassung von Étienne Morel de Chédeville hatte am 28. Februar oder 1. März 1782 in Paris Premiere. Auch sie war wenig erfolgreich und erlebte nur sechzehn Aufführungen. Beide Komponisten integrierten Teile von Lullys Musik, darunter Ægées beliebte Arie „Faites grace à mon âge“ (I:8). Eine dritte Neufassung mit einem gekürzten Libretto von Pierre-François de Rémusat wurde wahrscheinlich 1782 in Marseille aufgeführt. Die Musik stammt von J. Grenier oder Louis Granier. Auch das Libretto von Georg Friedrich Händels 1713 in London gespielter Oper Teseo ist eine Bearbeitung von Quinaults Text. Es handelt sich um eine italienische Fassung von Nicola Francesco Haym, die – ungewöhnlich für eine Opera seria – weiterhin in fünf Akte unterteilt ist. Der Prolog wurde selbstverständlich fortgelassen. Auch andere Besonderheiten dieser Oper sind auf Quinaults Libretto zurückzuführen.
Zur Wiederentdeckung in neuerer Zeit kam es erst 1998 durch die Académie baroque européenne d’Ambronay unter William Christie. Es handelte sich um halbszenische Aufführungen des Regisseurs Javier Lopez Pinon. Die Hauptpartien sangen Aurélia Legay (Æglé), Célia Cornu-Zozor (Cleone), Frank Lunion (Arcas), Christian Immler (Ægée), Stéphanie d’Oustrac (Medée) und Jean-François Novelli (Thesée). Die erste Aufführung vom 16. Oktober im Auditorium Maurice Ravel in Lyon wurde vom französischen Fernsehen übertragen. Weitere Aufführungen gab es in der Opéra d’Avignon, in der Cité de la musique in Paris, im Muziekcentrum Vredenburg in Utrecht, im Palais des Beaux-Arts in Charleroi, im Théâtre de Caen, im Bâtiment des Forces Motrices in Genf und in der Konzerthalle des Barbican Centre in London.
2001 wurde Lullys Thésée beim Boston Early Music Festival im Tanglewood Music Centre unter der Leitung von Stephen Stubbs und Paul O’Dette in einer Inszenierung von Gilbert Blin mit der Ausstattung von Robin Linklater und einer Choreografie von Lucy Graham gezeigt. Im September 2006 spielte das Ensemble die Oper in Zusammenarbeit mit Radio Bremen auf CD ein.
Im Februar und März 2008 leitete die Dirigentin Emmanuelle Haïm einige Aufführungen am Théâtre des Champs-Élysées in Paris und an der Opéra de Lille. Die Inszenierung stammte von Jean-Louis Martinoty, die Ausstattung von Hans Schavernoch, die Kostüme von Sylvie de Segonzac und die Choreografie von François Raffinot. Die Hauptrollen sangen Paul Agnew (Thesée), Anne Sofie von Otter (Medée), Sophie Karthäuser (Æglée), Jean-Philippe Lafont (Ægée) und Salomé Haller (Priesterin).
Im November 2008 gab es einige Aufführungen in der Salle Pollack der kanadischen Université McGill. Dirigent war Hank Knox. Patrick Hansen war für die Inszenierung zuständig.

## Orchester
Die Orchesterbesetzung der Oper umfasst die folgenden Instrumente:
- Holzbläser: Flöten, Oboen, Fagotte, Musetten
- Blechbläser: Trompeten
- Pauken, Trommel
- Streicher
- Basso continuo

## Aufnahmen
- 1973 – Willard Straight (Dirigent), Orchester der Wiener Volksoper.
 Anne Ayer (Venus, Medée, Æglé und Cerés), Hugues Cuénod (Mars, Ægée und Arcas), Mimi Mattei (Dorine).
 Highlights; Studioaufnahme.
 RCA Victor VICS 1686 (1 LP).[17][18]:8894
- 16. Oktober 1998 – William Christie (Dirigent), Javier López Piñón (szenische Realisierung), Thierry-Paul Benizeau (Regie), Académie Baroque Européenne d’Ambronay mit Les Arts Florissants.
 Kris Belligh (Plaisir 1), Jean-Christophe Henry (Bacchus), Raquel Andueza (Cerés), Bertrand Chuberre (Mars), Aurélia Legay/Sophie Karthäuser (Æglé), Célia Cornu-Zozor/Anne Demottaz (Cleone), Franck Lunion/Cyrille Gautreau (Arcas), Larissa Milikova/Estelle Kaique (Hohepriesterin Minerves), Rémi Cotta (Kämpfer), Christian Immler/René Perler (Ægée), Stéphanie d’Oustrac/Kimberley Mccord (Medée), Karine Serafin/Blanka Ildico Mester (Dorine), Andrew Hewitt (Thesée), Orlanda Prates (Schäferin 1), Rowena Simpson (Schäferin 2), Mayuko Karasawa (Minerve), Jean-François Novelli (Tenor).
 Video; live, konzertant aus dem Auditorium Lyon.
 Übertragung im französischen Fernsehen; Videostream auf Medici.tv.[12]
- 2006 – Stephen Stubbs und Paul O’Dette (Dirigent), Orchester und Chor des Boston Early Music Festival.
 Aaron Engebreth (Plaisir 1, un Jeux), Aaron Sheehan (Plaisir 2, un Jeux, Greis), Marc Malomot (Bacchus, Greis, Schäfer), Mireille Lebel (Venus, Dorine, Schäferin), Yulia van Doren (Cerés, Schäferin), Marek Rzepka (Mars, Kämpfer), Ellen Hargis (Æglé), Suzie LeBlanc (Cleone), Olivier Laquerre (Arcas), Amanda Forsythe (Hohepriesterin Minerves, Minerve, Schäferin), Harry van der Kamp (Ægée), Laura Pudwell (Medée), Howard Crook (Thesée), Teresa Wakim (Schäferin).
 Studioaufnahme in Zusammenarbeit mit Radio Bremen.
 CPO 777 240-2 (3 CDs).[14][15]
- 2023 – Christophe Rousset (Dirigent), Les Talens Lyriques, Chœur de Chambre de Namur.
 Mathias Vidal (Thesée), Karine Deshayes (Medée), Deborah Cachet (Æglé), Marie Lys (Cleone, Cerés, une bergère), Bénédicte Tauran (Minerve, la Grande Prêtresse de Minerve, une divinité), Thaïs Raï-Westphal (Dorine, Venus, une bergère, une divinité), Robert Getchell (Bacchus, un Plaisir, un Jeu, un berger, un vieillard,  une divinité), Fabien Hyon (un Plaisir, un Jeu, un vieillard, un combattant, une divinité), Philippe Estèphe (Ægée), Guilhem Worms (Arcas, Mars, un Plaisir, un Jeu).
 Aparte Music AP 325 (3 CDs).[19]

## Digitalisate
- Thesée, LWV 51: Noten und Audiodateien im International Music Score Library Project
- Partitur. Ballard, Paris 1688. Digitalisat bei Gallica
- Partitur, „seconde édition“. Baussen, Paris 1711. Digitalisat im Internet Archive
- Partitur, „seconde édition“. Ballard, Paris 1720. Digitalisat bei Gallica
- Libretto (französisch). Ballard, Paris 1675. Digitalisat bei Gallica (ohne Angabe der Ausführenden)
- Libretto (französisch). Ballard, Paris 1675. Digitalisat bei Gallica (mit Angabe der Ausführenden und abweichendem Prolog)
- Libretto (französisch). Ballard, Paris 1698. Digitalisat bei Gallica
- Libretto (französisch). Ballard, Paris 1707. Digitalisat bei Gallica
- Libretto (französisch). Ballard, Paris 1727. Digitalisat bei Gallica
- Libretto (französisch). Ballard, Paris 1744. Digitalisat bei Gallica
- Libretto (französisch). Lormel, Paris 1765. Digitalisat bei Gallica
- Klavierauszug von Théodore de Lajarte. Michaelis, Paris um 1877. Digitalisat der Bibliothèques spécialisées et patrimoniales de la Ville de Paris.